# Bolo (actuació)
|  | Per a altres significats, vegeu «Bolo (desambiguació)». |

Un bolo és, dins l'argot musical i teatral, una actuació o concert que es realitza fora de la temporada estàndard d'actuacions que un músic o companyia teatral tenen contractades. Dit d’una altra manera, es tracta d'una actuació esporàdica o ocasional que sol contractar-se de manera improvisada en lloc d'estar subjecta a un contracte més formal, amb dates, actuacions i durades determinades com passa amb una gira musical, comportant un rendiment ocasional o improvisat, que no forma part d’una gira ni un contracte formal. Una definició àmplia del terme existeix al DIEC indicant que és «cadascuna de les funcions ofertes fora de temporada en diferents poblacions per una companyia teatral o per un artista».

## Bolos anuals
És comú que les actuacions a les festes majors a Catalunya siguin de tipus bolo. Són bolos perquè els artistes que actuen en aquestes festes no solen ser contractats per a altres actuacions durant l’any, són contractats per una sola actuació. En general, els ajuntaments i les comissions de festes són els encarregats de contractar els artistes per a les festes majors. Això pot ser a través de convocatòries públiques o contractacions directes amb els artistes o les seves agències.

## Desplaçaments
Com que és una funció musical que té lloc fora de les actuacions que un músic o una companyia de teatre han contractat prèviament d'una forma estàndard i programada, sol comportar desplaçaments que poden comportar algun accident, com en el cas de Nino Bravo, que va morir en un accident de trànsit a la carretera Madrid-València el 16 d'abril de 1973, quan viatjava en el seu BMW amb el seu equip per fer un bolo a Benidorm. La causa de l'accident no va quedar del tot clara, però es creu que va perdre el control del vehicle i va sortir de la carretera.